# فرماندار کل استرالیا
فرماندار کل استرالیا نمایندهٔ پادشاهی بریتانیا (اکنون پادشاه بریتانیا، چارلز سوم) در سطح فدرال یا ملی در استرالیا است.

## اختیارات و کارایی فرماندار کل
فرماندار کل توسط پادشاه به پیشنهاد نخست‌وزیر منصوب می شود. فرماندار کل، ریاست رسمی شورای اجرایی فدرال و فرماندهی کل نیروهای دفاعی استرالیا را بر عهده دارد. وظایف فرماندار کل شامل انتصاب وزرا، قضات و سفرا، اعطای موافقت سلطنتی به قوانین مصوب مجلس، صدور برگه‌های انتخاباتی و اعطای افتخارات استرالیایی از دیگر وظایف او است.
به طور کلی، فرماندار کل با حفظ بی‌طرفی سیاسی، کنوانسیون‌های نظام وست مینستر و دولت مسئول را رعایت می کند و تنها به توصیه نخست‌وزیر یا سایر وزرا یا در موارد خاص پارلمان عمل می کند. فرماندار کل همچنین نقش تشریفاتی دارد از جمله میزبانی رویدادها در هر یک از دو اقامتگاه رسمی، خانه دولتی در پایتخت، کانبرا و خانه دریاسالاری در سیدنی و سفر در سراسر استرالیا برای افتتاح کنفرانس‌ها، شرکت در خدمات و مراسم بزرگداشت و به طور کلی ارائه خدمات تشویق افراد و گروه‌هایی که به جوامع خود کمک می کنند. هنگام سفر به خارج از کشور، فرماندار کل به عنوان نماینده استرالیا و پادشاه آن دیده می‌شود. فرماندار کل توسط کارکنانی (۸۰ نفری در سال ۲۰۱۸) به ریاست دبیر رسمی فرماندار کل استرالیا پشتیبانی می‌شود.
فرماندار کل برای یک دوره مشخص منصوب نمی شود اما به طور کلی انتظار می رود که به مدت پنج سال با یک تمدید کوتاه احتمالی خدمت کند. از ۱ ژوئیه ۲۰۲۴، فرماندار کل سامانتا ماستین است.
از سال ۱۹۰۱ تا ۱۹۶۵، ۱۱ نفر از ۱۵ فرماندار کل اشراف بریتانیایی بودند. آن‌ها شامل شش بارون، دو ویکنت، دو ارل و یک دوک سلطنتی بودند. از آن زمان، تمامی فرمانداران کل به جز سر نینیان استیون که متولد بریتانیا بود و در نوجوانی وارد استرالیا شد، متولد استرالیا بوده‌اند. تنها دو فرماندار کل یعنی دام کوئنتین برایس (۲۰۰۸-۲۰۱۴) و سامانتا ماستین (۲۰۲۴-تاکنون) زن بوده‌اند.

## انتصاب

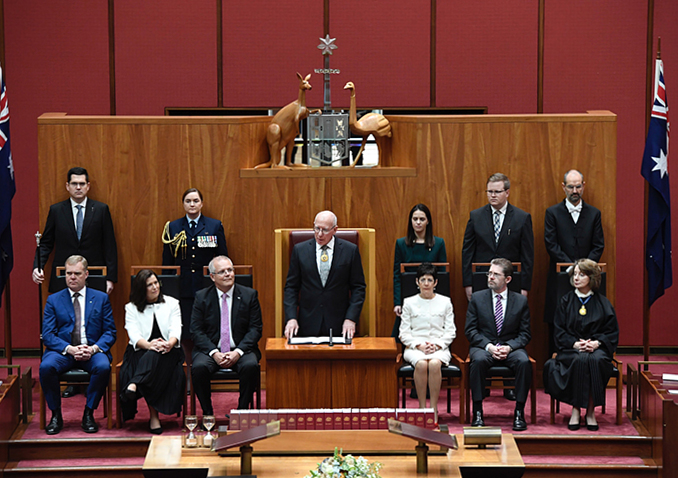
ژنرال دیوید جان هرلی در مراسم ادای سوگند به عنوان بیست و هفتمین فرماندار کل استرالیا

فرماندار کل به طور رسمی توسط پادشاه استرالیا منصوب می شود، با توجه به دستورالعمل‌هایی که توسط پادشاه در دوره ای از سلطنت صادر و توسط نخست‌وزیر وقت امضا شده است. هنگامی که یک فرماندار کل جدید قرار است منصوب شود، نخست‌وزیر فعلی، یک نام را به پادشاه توصیه می کند که طبق کنوانسیون آن توصیه را می پذیرد. سپس پادشاه اجازه می‌دهد که این توصیه به طور عمومی اعلام شود. در طول این ماه‌ها، فرد پیشنهادی به عنوان فرماندار کل معین معرفی می شود. فرماندار کل جدید پس از دریافت حکم خود، سوگند وفاداری به پادشاه یاد می کند. این سوگند توسط رئیس دادگستری استرالیا یا یک قاضی ارشد دیگر اجرا می شود. به طور سنتی، این مراسم در اتاق سنا برگزار می‌شود.